# Долина Арес
Долина Арес (лат. и англ. Ares Vallis) — ущелье на Марсе, которое, возможно, было сформировано жидкостью, скорее всего водой. Координаты центра — 10°24′ с. ш. 25°48′ з. д. / 10,4° с. ш. 25,8° з. д.. В длину она составляет 1700 км. Долина находится к северу от Жемчужной земли, к югу от равнины Хриса и к западу от плато Меридиана. Названа в честь греческого названия планеты Марс — Арес, бога войны. Каналы долины начинаются на северо-западе холмистой Жемчужной земли, где депрессия хаос Януса (длиной 180 км и шириной 200 км) связана с долиной Арес, ширина переходной зоны — 100 км; примерные координаты центра — 3°00′ с. ш. 342°30′ в. д. / 3° с. ш. 342,5° в. д.. Затем, долина проходит через древнее высокогорье — землю Ксанфа, и заканчивается в дельте подобной области — равнине Хриса.
В долине Арес совершил посадку спускаемый аппарат НАСА — Mars Pathfinder, изучавший область долины недалеко от равнины Хриса в 1997 году.
Известно, что долина Узбой, долины Ладон, Жемчужная земля и долина Арес, сейчас разделены большими кратерами, и когда-то входили в состав одного большого канала, который направлялся на север, к равнине Хриса. Главная гипотеза гласит, что источником воды этого канала, являлся переполненный кратер Аргир, ранее заполненный до краев, вода с которого стекала вниз, по южной части кратера. Если эти данные подтвердятся, то полная длина этой системы будет свыше 8000 км — самая большая в Солнечной системе.
Проведённое исследование, опубликованное в январе 2010 года, показывает, что в прошлом Марс имел множество озёр, которые были разбросаны вдоль некоторых областей на экваторе планеты, каждое из них имело ширину 20 км. Хотя прошлые исследования показывали, что в раннем прошлом, Марс был теплым и влажным, но с течением времени вся жидкость на поверхности испарилась, марсианские озёра существовали в Гесперийской эре, в гораздо более раннем периоде истории Марса. Используя детальные изображения поверхности Марса, сделанные космическим аппаратом НАСА Mars Reconnaissance Orbiter, исследователи пришли к выводу, что участившаяся вулканическая активность, удары метеоритов или изменения орбиты Марса в течение этого периода, способствовали достаточному нагреву атмосферы Марса, чтобы растопить подповерхностный лед, который залегал на значительной глубине. Вулканы испускали газы, которые делали атмосферу Марса более толстой в течение определенного периода времени, она улавливала больше солнечного света и делала Марс достаточно теплым для существования жидкой воды на поверхности Марса. В этом новом исследовании было установлено, что обнаруженные каналы связаны с озёрными котловинами вблизи долины Арес. Когда одно озеро переполнялось, вода переливалась через края и вырезала каналы в нижней части озера, где другие, в свою очередь, образовывали новое озеро.

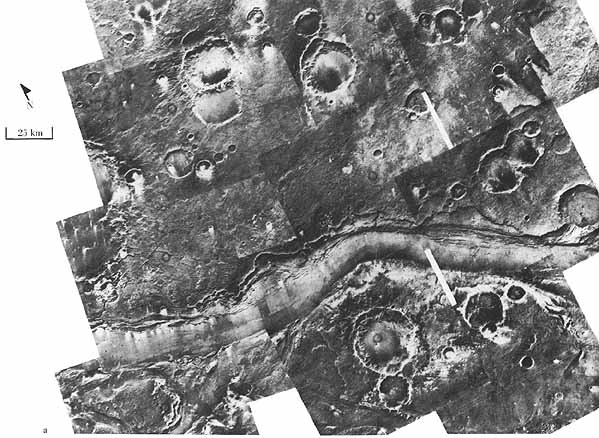
Долина Арес. Мозаичное изображение составлено на основе снимков орбитальных аппаратов «Викинг». Канал составляет 25 км в ширину и 1 км в глубину
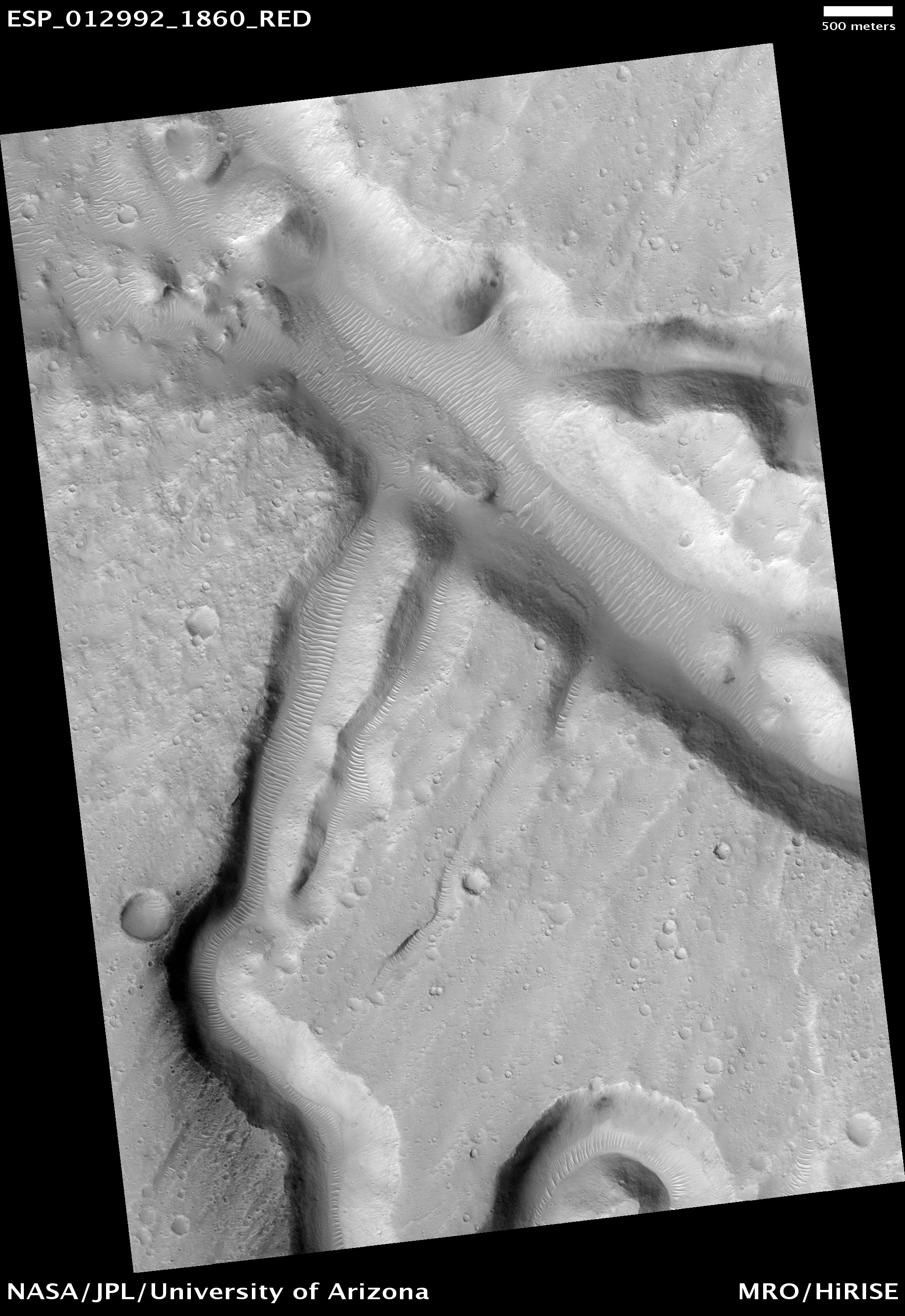
Каналы в долине Арес, снимок камеры HiRISE
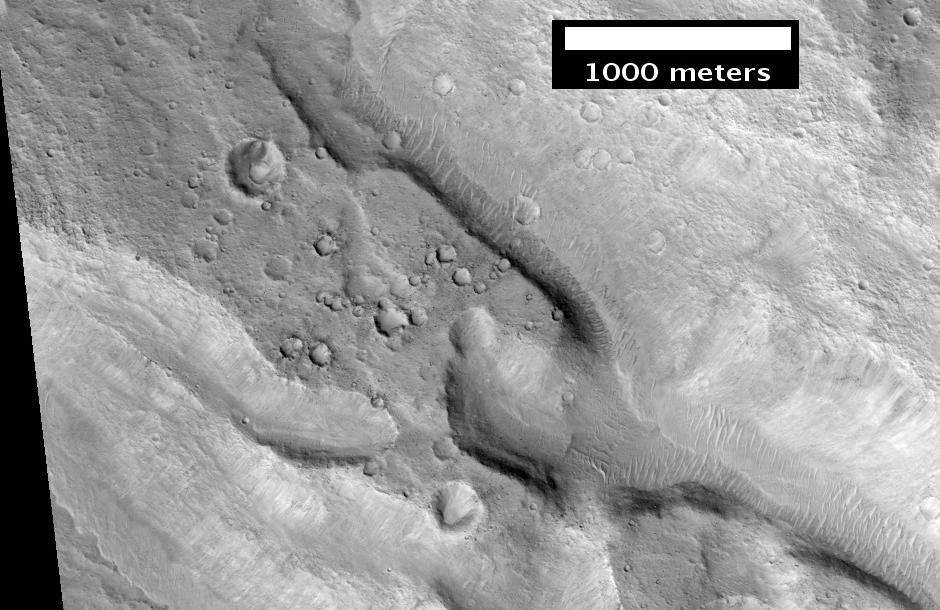
Долина Арес, снимок космического аппарата MRO